# Gobiosuchidae
Los gobiosúquidos (Gobiosuchidae) son una familia de arcosaurios cocodriloformos protosuquios que vivieron a finales del período Cretácico, en lo que hoy son Mongolia y España. Considerados anteriormente como mesoeucocodrilianos, fue cambiado a Protosuchia por Wu, Sues & Dong en 1997.

## Sinapomorfias
De acuerdo con el análisis de Pol & Norell (2004), los gobiosúquidos forman un clado unido por las siguientes sinapomorfias:
- Hueso parietal sin amplia sección occipital.
- Ausencia de la fenestra mandibular esterna.
- Más de dos filas paralelas de osteodermos dorsales
- Meseta craneal tan amplia como la parte ventral del cráneo.
- Palpebrales suturados entre sí y con el frontal, excluyendo al borde orbital.
- La superficie external del proceso ascendente del hueso yugal expuesta posterolateralmente.
- Borde longitudinal en la superficie lateral del yugal por debajo de la fenestra infratemporal.
- Superficie dorsal del proceso posterolateral del hueso escamoso ornamentado con tres bordes longitudinales.
- Presencia de un agudo borde a lo largo de la superficie ventral del hueso angular.
- Hueso surangular con un borde longitudinal en su superficie dorsolateral.
- Superficie dorsal de los osteodermos ornamentada con bordes dirigidos anterolateralmente y anteromedialmente.
- Región cervical rodeada por osteodermos laterales y ventrales suturados a los elementos dorsales.
- Presencia de osteodermos apendiculares.
- Fenestra supratemporal cerrada o incipientemente cerrada.